# Batalla de Chengpu
La batalla de Chengpu (xinès tradicional: 城濮之戰, xinès simplificat: 城濮之战) va tenir lloc en el 632 aC entre els estats de Jin i Chu i els seus aliats durant el període de Primaveres i Tardors de la història xinesa. Va ser la primera gran batalla del prolongat conflicte entre els estats de la vall del riu Groc, i els estats de la vall del riu Yangtze (Chang Jiang).

## Antecedents
Després de la mort del Duc Huan de Qi en 643 aC, l'estat de Chu constantment estenia la seva influència cap al nord, absorbint una mitja dotzena d'estats més petits igual que els seus satèl·lits. En 636 aC, Chong'er, un príncep ducal de Jin, després de passar quinze anys a l'exili viatjant per nombrosos estats, va arribar al poder com el Duc Wen de Jin amb l'ajut del Duc Mu de Qin. El Duc Wen assumí una posició de lideratge entre els estats i instituí nombroses reformes internes.
En els anys previs al 632 aC, el conflicte entre Jin i Chu va esdevenir cada vegada més públic i es va caracteritzar per freqüents canvis d'aliances entre els diversos estats petits que hi eren a una estreta franja de terra entre els dos estats més grans.
Cheng Dechen va atacar l'estat de Song, l'aliat de Jin més accessible des del sud l'hivern de 633 aC. En resposta, una força expedicionària del duc Wen va dirigir-se al sud a la primavera de l'any següent, ocupant els estats de Wei i Cao, satèl·lits de Chu. Ambdós bàndols buscaren aliances els següents mesos. Els estats de Shen, Xi, Chen i Cai, veïns de Chu, es van aliar amb el rei Cheng, igual que Lu.

## Batalla
Els dos exèrcits es van trobar el quart dia del quart mes de 632 aC. La dreta de Chu va deixar va ser completament destruïda, i en veure les seves dues ales encerclades, Ziyu va ordenar una retirada.

## Conseqüències
La victòria de Jin va confirmar l'hegemonia del Duc Wen i mantingué aparcades les ambicions de Chu cap al nord com a mínim durant una generació.